# N26 (Demokratische Republik Kongo)
Die N26 ist eine Fernstraße in der Demokratischen Republik Kongo, die in Djamu beginnt und in Aba, an der Grenze zum Südsudan, endet. Sie ist 296 Kilometer lang.